# Alpachiri (Tucumán)
Alpachiri es una localidad argentina ubicada en la Comuna de Alpachiri y El Molino en el departamento Chicligasta de la provincia de Tucumán. Se encuentra 17 km al oeste de Concepción, sobre la Ruta Nacional 65, que la comunica con Concepción y al sudoeste con El Lindero. El río Chirimayo marca el límite sur de la localidad, y en época de inundaciones provoca daños al poblado.
La localidad es puerta de entrada al parque nacional Campo de los Alisos. Por ese parque nacional corría parte del Camino Inca, existiendo ruinas de un fuerte erigido a fines del siglo XV. Se pretende integrar esta parte del paseo a un circuito internacional, lo que potenciaría el perfil turístico de Alpachiri.

## Población
Cuenta con 1,838 habitantes (Indec, 2010), lo que representa un marcado incremento del 179% frente a los 659 habitantes (Indec, 2001) del censo anterior.
| Gráfica de evolución demográfica de Alpachiri entre 1991 y 2010 |
|                                                                 |
| Fuente: Censos nacionales del INDEC                             |